# ویکتور کندال
ویکتور کندال (انگلیسی: Victor Kendall؛ زادهٔ ۱۹۰۳) یک فیلم‌نامه‌نویس اهل بریتانیا است.
وی فیلم‌نامه‌نویس فیلم‌هایی همچون آتلانتیک و دیک تورپین بوده است.